# Commune fusionnée de Bitburg-Land
La commune fusionnée de Bitburg-Land est une municipalité allemande située dans le land de Rhénanie-Palatinat et l'arrondissement d'Eifel-Bitburg-Prüm.

Localisation de la Verbandsgemeinde de Bitburg-Land dans l'arrondissement d'Eifel-Bitburg-Prüm